# Pietro Ferrero (imprenditore 1898)
Pietro Ferrero (Farigliano, 2 settembre 1898 – Alba, 2 marzo 1949) è stato un pasticciere e imprenditore italiano, fondatore della Ferrero.

## Biografia
Nasce il 2 settembre 1898 a Farigliano, comune nelle Langhe piemontesi, ed è primogenito di Michele Ferrero e Clara Devalle. Sette anni dopo nasce il fratello Giovanni. La loro è una famiglia contadina che fin da subito insegna a Pietro l'etica del lavoro. Nel 1924 Pietro sposa Piera Cillario, due anni dopo la famiglia Ferrero si trasferisce ad Alba e nel 1934 a Torino.
Il 26 aprile 1925 nasce a Dogliani il figlio Michele. Nel 1940 Pietro apre una grande pasticceria a Torino in via Sant'Anselmo, ma tale avventura finisce male e torna ad Alba dove apre un nuovo negozio.
Nel 1942 Pietro Ferrero apre ad Alba in via Rattazzi un laboratorio per realizzare dolci e vi trascorre molto tempo nell'ideazione di prodotti dolciari innovativi, ma economici. In piena Seconda guerra mondiale l'idea di usare le nocciole, usatissime nelle ricette Ferrero, largamente disponibili in loco, risulta una necessità per sfruttare materia prima dal costo contenuto. A Torino Pietro osservava spesso gli operai andare al lavoro, e aveva cominciato a pensare a un'alternativa dolce che potesse sostituire pane e pomodori, è così che inventa una pasta di cioccolato e nocciole, che doveva essere sostanziosa ma allo stesso tempo dal costo contenuto. Questo desiderio diventa per Pietro una missione, che lo porta a lavorare ininterrottamente e anche di notte per provare diversi impasti e trovare la ricetta ideale; anche la moglie Piera è coinvolta nel progetto; doveva assaggiare tutto e dare un parere obiettivo. Successivamente però, applicandovi una formula ben congegnata, si rivelerà un'idea geniale. Intanto, ad Alba, si sparge la voce che il laboratorio cerca manodopera: cinque o sei operai non di più, ma in una città dove nell'immediato dopoguerra l’unica assunzione è quella di uno spazzino comunale, questa è una grande opportunità.
Nel 1946, dopo quattro anni di tentativi, Pietro lancia sul mercato una crema a base di nocciole e la chiama inizialmente Pasta Gianduja e poi Giandujot associandola foneticamente alla famosa maschera carnevalesca piemontese. Era un impasto di crema confezionata in carta stagnola che si poteva facilmente trasportare, tagliare e spalmare sul pane, pensata appunto per gli operai che andavano al lavoro. Ne produsse una piccola quantità, da vendere ai negozianti di Alba. La crema riscosse un enorme successo da parte dei consumatori, anche tra i più piccoli, pubblico che Piero inizialmente non aveva considerato, invece si rivelò un dolce economico per la merenda e la gola dei bambini. Un chilo di questa specialità costava 600 lire contro le 3 000 lire di un chilo di cioccolato.
Nel febbraio del 1946 la produzione è di tre quintali e alla fine dell'anno si arriva a oltre mille; i dipendenti salgono a una cinquantina per arrivare a un centinaio l'anno successivo. La richiesta del prodotto incrementò così tanto che la sola produzione artigianale non era più possibile. Assieme alla moglie, Piera Cillario, Pietro fonda l'azienda "Ferrero". Per far fronte alla richiesta si dovette incrementare la produzione e assumere nuovi lavoranti. Sorge la prima fabbrica su un terreno acquistato qualche anno prima ad Alba, in via Vivaro (dove oggi sorge la Fondazione). Il 14 maggio 1946, con tanto di atto costitutivo alla Camera di Commercio, nasce ufficialmente l'industria Ferrero. Pietro coinvolge anche il fratello Giovanni  a cui affida l'organizzazione della vendita e la creazione di una rete di distribuzione diretta tra fabbrica e acquirenti. È in questo contesto che Michele ventenne, figlio di Pietro, comincia a collaborare con il padre.
Nel settembre 1948 un'alluvione del Tanaro allaga lo stabilimento di Alba, che rimane isolato. I dipendenti dell'azienda, anche per tutelare il proprio lavoro, si adoperano al ripristino della normalità e ripresa della produzione. Lavorano per quattro giorni ma ce la fanno e la fabbrica, alla fine del mese, torna attiva come prima.
Il 2 marzo 1949 Pietro Ferrero muore, forse colpito da un infarto, stremato, si dice, dalla frenetica attività di distribuzione che effettuava personalmente, guidando la sua Topolino per le strade del Piemonte. Alla conduzione dell'azienda subentrano la moglie e il fratello, successivamente Michele.
La conduzione dell'azienda rimane di tipo familiare e Giovanni Ferrero, il fratello minore di Pietro, espande la vendita e distribuzione dei propri prodotti, direttamente dalla fabbrica al dettagliante, con furgoncini specifici.